# Парпулова, Ирина Степановна
Ирина Степановна Парпулова (22.09.1931, Тараклия — 25.06.2009) — советская молдавская шашистка, судья, шашечный функционер и организатор. Мастер спорта СССР. Первая мастер спорта среди женщин в Молдавии. Судья всесоюзной категории. Президент шашечной Федерации Молдавии. 4-кратная чемпионка СССР среди сельских шашистов, серебряный призёр чемпионата СССР (1960).

## Биография
Выступала за спортобщество «Колхозникул».
Высшее образование (университетское юридическое образование) получила заочно. В конце 1950-х гг. — заведующая отделом Тараклийского районного Совета депутатов трудящихся Молдавской ССР. Служила в министерстве социального обеспечения.
Делегат Всесоюзной учредительной конференции Союза спортобществ и организаций СССР, где её избрали членом Центрального Совета Союза.
Скончалась 25 июня 2009 года после тяжелой и продолжительной болезни.
Муж (и тренер) — заслуженный тренер Молдавии по шашкам Иосиф Борисович Функ.

## Награды
- Заслуженный работник республики Молдавия
- Орден Трудового Красного Знамени
- Медаль «За трудовую доблесть» (27.04.1957) — «за успехи, достигнутые в деле развития массового физкультурного движения в стране, повышения мастерства советских спортсменов, и успешное выступление на международных соревнованиях»

## Оценки
Полина Хмара: «И.Парпулова внесла большой вклад в развитие шашек в сельском обществе. Ира запомнилась своей готовностью всегда помочь, отзывчивостью, добротой».